# Veronika Gajerová
Veronika Gajerová (* 5. února 1963 Praha) je česká herečka, dcera režiséra Václava Gajera a herečky Naděždy Gajerové.

## Kariéra
Již v roce 1970 se objevila v jednom z dílů show Televarieté. Následovalo několik menších i větších úloh v seriálech či televizních filmech, dokud v roce 1987 nepřišla role Vlasty ve filmu Copak je to za vojáka…. Poté vystudovala hudebně - dramatické oddělení na Pražské konzervatoři. Od té doby se však spíše stále věnuje televizním filmům, seriálům či dabingu.

## Divadelní role, výběr
- 2003: Yasmina Reza: Třikrát život, Soňa, Divadlo ABC, režie Milan Schejbal
- 2008: Edward Albee: Všechno na zahradě, Jenny, manželka Richarda, Divadlo ABC, režie Petr Svojtka
- 2009: Leo Rosten: Pan Kaplan má třídu rád, Rochelle Goldbergová, Divadlo ABC, režie Miroslav Hanuš
- 2010: William Shakespeare: Král Lear, Goneril, Learova dcera, Divadlo ABC, režie Petr Svojtka
- 2010: Lucinda Coxon: Konečně šťastná?, Kitty, Divadlo ABC, režie Petr Svojtka
- 2011: Tim Firth: Holky z kalendáře, Chris, Divadlo ABC, režie Ondřej Zajíc
- 2012: Jiří Janků, Petr Svojtka: Bedřich Smetana: The Greatest Hits, Veronika-Libuše, Divadlo ABC, režie Petr Svojtka
- 2012: Kate Atkinson: Ostatní světy, Laetitia, Divadlo ABC, režie Radovan Lipus
- 2013: William Shakespeare: Sen čarovné noci, Titanie, Divadlo ABC, režie Petr Svojtka
- 2014: Edward Albee: Kdo se bojí Virginie Woolfové?, Martha, Divadlo Rokoko, režie Petr Svojtka
- 2014: Jiří Janků, Petr Svojtka: V+W Revue, Divadlo ABC, režie Petr Svojtka
- 2017: Florian Zeller: Otec, Divadlo Rokoko, režie Petr Svojtka
- 2017: Jiří Janků, Petr Svojtka: 60's aneb šedesátky, Divadlo Rokoko, režie Petr Svojtka
- 2018: Jiří Janků, Pavel Khek: Tančírna 1918-2018, Divadlo ABC, režie Pavel Khek
- 2018: Joël Pommerat: Znovusjednocení Korejí, Divadlo Rokoko, režie Eduard Kudláč

## Filmografie
- 1979 – Housata
- 1981 – Divoký koník Ryn
- 1981 – Kocourek Modroočko (TV film)
- 1982 – Svět zvaný festival
- 1982 – Šílený kankán
- 1983 – Hodina splněných přání (TV film)
- 1983 – Radikální řez
- 1983 – Větrná setba (TV film)
- 1984 – Až do konce
- 1985 – Bylo nás šest (seriál)
- 1985 – Plukovník Starbottle a krásná žalobkyně (TV film)
- 1985 – Slavné historky zbojnické (seriál)
- 1986 – Nám se to stát nemůže (TV film)
- 1987 – Zrcadlo nenávisti (TV film)
- 1987 – Střecha nad hlavou (TV film)
- 1987 – Narozeniny režiséra Z.K.
- 1987 – Copak je to za vojáka…
- 1988 – Přejděte na druhou stranu (seriál)
- 1989 – O princi, který měl smůlu (TV film)
- 1989 – Zvířata ve městě
- 1995 – Hříchy pro diváky detektivek (seriál)
- 1996 – Lékárníkových holka (seriál)
- 1996 – Pražský písničkář (seriál)
- 2003 – I ve smrti sami (TV film)
- 2003 – O svatební krajce (TV film)
- 2004 – Místo nahoře (seriál)
- 2005 – Dobrá čtvrť (seriál)
- 2005 – Ordinace v růžové zahradě (seriál)
- 2006 – Swingtime (TV film)
- 2006 – Malé velké gatě (TV film)
- 2008 – Dívka a kouzelník (TV film)
- 2008 – Na vlky železa (TV film)
- 2010 – Špačkovi v síti času (seriál)
- 2010 – Habermannův mlýn
- 2010 – Ach, ty vraždy! (seriál)
- 2012 – Gympl s (r)učením omezeným (seriál)
- 2014 – Svatby v Benátkách (seriál)